# Nata Montana
Nata Montana es el undécimo álbum de estudio del cantante mexicano Natanael Cano. Fue lanzado el 30 de junio de 2023 y fue producido por Jimmy Humilde Music y distribuido por Warner Music Latina. 

## Título y portada
Tanto el nombre del álbum como la portada son una referencia al personaje de Tony Montana de la película Scarface de 1983. La imagen representa a Cano vestido con un traje azul marino mientras mira el paisaje a través de una ventana. Este muestra el cielo azulado con la leyenda «Nata Montana» y un dirigible con el texto «The World is Yours», y al mismo tiempo da la vista al mar en donde se puede observar un yate con la bandera de México.

## Lanzamiento y sencillos
El álbum lanzado el 30 de junio de 2023, está compuesto únicamente por corridos tumbados, a diferencia de su álbum anterior NataKong, el cual incluyó temas de trap y electrónica. El disco contó con las colaboraciones de Tito Torbellino Jr, Peso Pluma, Luis R. Conriquez, Junior H, Chino Pacas, Gabito Ballesteros, Dan Sánchez, Hernán Trejo y Amilkar Galaviz. Diez de las quince canciones del álbum fueron lanzadas como sencillos; «AMG», «Como es arriba es abajo» y «Pacas de billetes» fueron lanzadas antes de que se anunciara el álbum, y posteriormente se lanzaron «Viejo lobo», «Un convoy», «Pancake», «La lokerona», «Eres», «En corto» y «Dirán de mi». «Mas altas que bajadas», «Mi bello ángel», «Como es arriba es abajo» y «Pacas de billetes» superaron las 100 millones de reproducciones, y «AMG» es la canción más reproducida del álbum con más de 500 millones de reproducciones en Spotify.

## Recepción
Fue el tercer álbum más reproducido de México en Spotify en 2023y en el mes de septiembre el álbum supero las mil millones de reproducciones en Spotify, siendo el primer álbum de Cano que alcanza este récord. La revista Billboard ubicó a Nata Montana entre los 25 mejores álbumes de música latina de 2023, y la revista Rolling Stone lo ubicó en el puesto número 25 de los mejores álbumes en español de 2023.

## Controversias
Gabito Ballesteros y Natanael escribieron la canción "Cuerno Azulado" y esta fue la primera en la lista de canciones del álbum. La canción habla sobre la apología del delito, la idolatría a Joaquín Guzmán Loera y al mismo tiempo sugería que este mismo y el Cartel de Sinaloa realizaban sobornos y pactos con el gobierno de México para traficar cocaína. Posteriormente, la canción fue censurada de las plataformas de streaming, y el álbum Nata Montana se relanzó sin esta canción, aunque no se sabe la razón exacta de esto. A pesar de esto, Cano ha interpretado la canción en varios de sus conciertos. 
Después del concierto de su gira «Tumbado Tour» del 22 de septiembre de 2023 en Chihuahua (Chihuahua), el Gobierno Municipal de la ciudad le impuso una multa de 1,244,880 pesos mexicanos a Cano por hacer "apología del delito", específicamente por las canciones "CH y la Pizza", "PRC" y "Cuerno Azulado".

## Lista de canciones
| N.º   | Título                                      | Escritor(es)                                   | Productor(es)                                                | Duración |  |
| 1.    | «Dirán de mi» (con Tito Torbellino Jr.)     | Natanael Cano, Iacob Raúl Sánchez Zamorano     | Natanael Cano, Jimmy Humilde, Abelardo Rivera                | 2:41     |  |
| 2.    | «Mas altas que bajadas»                     | Hernán Trejo, Natanael Cano                    | Natanael Cano, Jimmy Humilde, Abelardo Rivera, Andrés Farias | 3:13     |  |
| 3.    | «La lokerona» (con Hernán Trejo)            | Hernán Trejo, Natanael Cano                    | Abelardo Rivera, Jimmy Humilde, Natanael Cano                | 3:14     |  |
| 4.    | «Un convoy» (con Amilkar Galaviz)           | Andre Nicolai Murillo Lopwz                    | Abelardo Rivera, Jimmy Humilde, Natanael Cano                | 2:38     |  |
| 5.    | «Pancake» (con Peso Pluma)                  | Natanael Cano                                  | Abelardo Rivera, Andrés Farias, Jimmy Humilde, Natanael Cano | 3:02     |  |
| 6.    | «Viejo lobo» (con Luis R. Conriquez)        | Nicolai Murillo                                | Abelardo Rivera, Jimmy Humilde, Natanael Cano                | 2:50     |  |
| 7.    | «AFS»                                       | Nicolai Murillo                                | Abelardo Rivera, Jimmy Humilde, Natanael Cano                | 4:02     |  |
| 8.    | «Eres» (con Junior H)                       | Brayan Leyva Quintana, Natanael Cano           | Abelardo Rivera, Andrés Farias, Jimmy Humilde, Natanael Cano | 2:52     |  |
| 9.    | «Mi bello ángel»                            | América Sierra                                 | Abelardo Rivera, Andrés Farias, Jimmy Humilde, Natanael Cano | 3:08     |  |
| 10.   | «En corto» (con Chino Pacas)                | Christian Avila, Natanael Cano                 | Abelardo Rivera, Andrés Farias, Jimmy Humilde, Natanael Cano | 3:02     |  |
| 11.   | «AMG» (con Peso Pluma y Gabito Ballesteros) | Jesús Roberto Laija García, Natanael Cano      | Jesús Roberto Laija García                                   | 2:54     |  |
| 12.   | «Como es arriba es abajo» (con Dan Sánchez) | Martin Daniel Sánchez López, Natanael Cano     | Abelardo Rivera, Jimmy Humilde, Natanael Cano                | 2:45     |  |
| 13.   | «Pacas de billetes»                         | Andre Nicolai Murillo López                    | Abelardo Rivera, Jimmy Humilde, Natanael Cano                | 3:08     |  |
| 14.   | «Dando y dando»                             | Alejandro Buelna, Natanael Cano                | Abelardo Rivera, Andrés Farias, Jimmy Humilde, Natanael Cano | 2:34     |  |
| 15.   | «Ghini»                                     | Francisco Alejandro García Meza, Natanael Cano | Abelardo Rivera, Andrés Farias, Jimmy Humilde, Natanael Cano | 2:36     |  |
| 44:43 |                                             |                                                |                                                              |          |  |

Notas
- Originalmente, el álbum contaba con 16 pistas, pero la canción "Cuerno Azulado" (que abría el álbum) fue censurada de las plataformas[7] y el álbum fue relanzado, pero ahora solo incluye 15 canciones.